# LFG Roland C.II
L'LFG Roland C.II, comunemente conosciuto come Walfisch (Balena), era un ricognitore biplano sviluppato dall'azienda aeronautica tedesco imperiale Luft-Fahrzeug-Gesellschaft (LFG) GmbH negli anni dieci del XX secolo e prodotto, oltre che dalla stessa, anche su licenza dalla Linke-Hofmann-Werke.
Modello particolarmente avanzato per l'epoca, fu dotazione delle Feldflieger Abteilung, le prime unità militari aeree del Deutsches Heer (l'esercito imperiale tedesco), nella prima parte della prima guerra mondiale.

## Storia del progetto

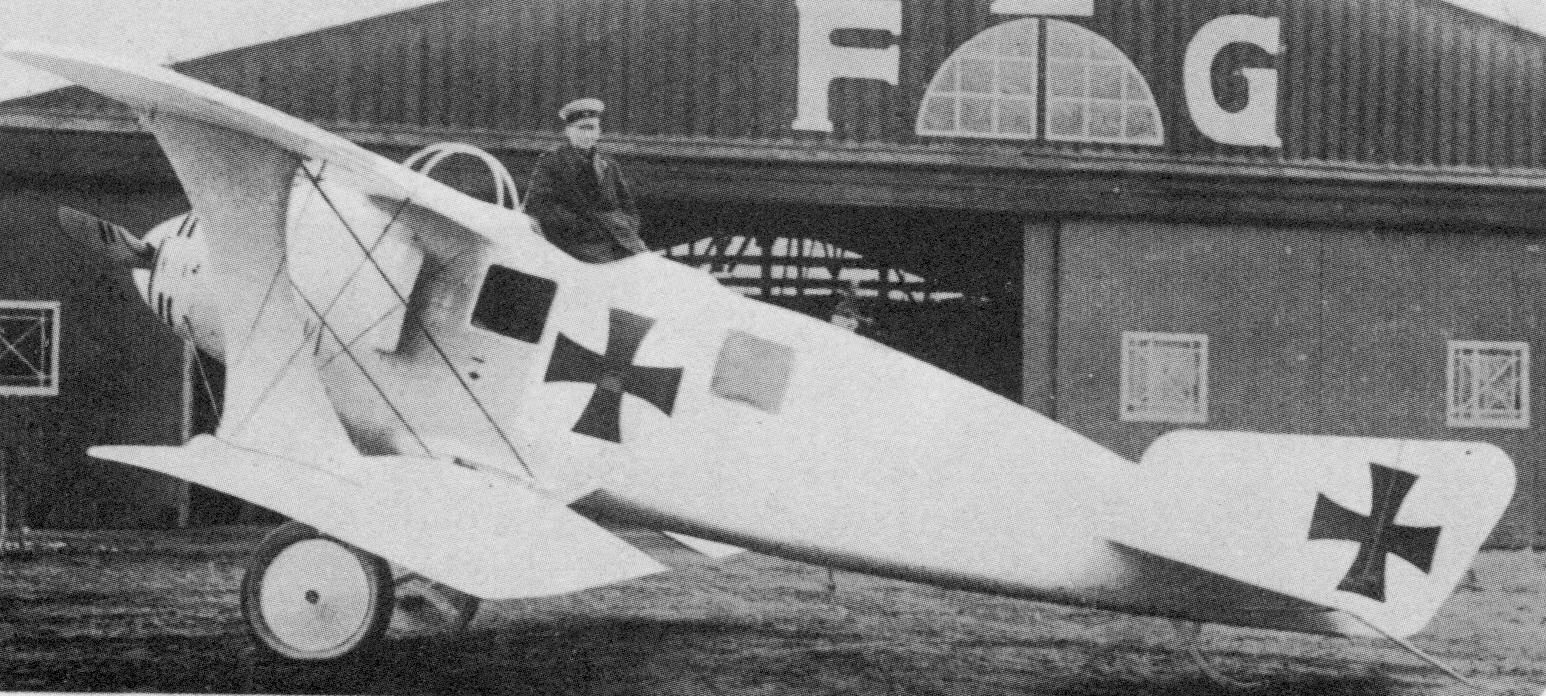
Vista laterale

Durante le prime fasi della prima guerra mondiale, il rapido sviluppo dell'industria aeronautica rese necessario un costante adeguamento della flotta aerea delle varie nazioni impegnate nel conflitto. L'Idflieg, organo deputato alla gestione dell'aeronautica militare dell'Impero tedesco, emise a tal proposito una serie di specifiche atte ad ottenere velivoli dalle sempre migliori prestazioni, adeguate alle nuove esigenze belliche, da destinare alle prime unità militari aeree del Deutsches Heer, le Fl.Abt., integrate in seguito nella Luftstreitkräfte.
Nel 1915 l'Idflieg emise una specifica per la fornitura di una nuova tipologia di velivolo da ricognizione biposto basata sui B-Typ ma che adottava un armamento difensivo. I nuovi velivoli, che assunsero la designazione di C-Typ, dovevano essere caratterizzati dallo spostamento del posto di pilotaggio all'abitacolo anteriore lasciando quindi la possibilità all'osservatore di essere dotato di una mitragliatrice, differentemente dai precedenti ricognitori dove era posizionato davanti al pilota. Questo permetteva all'equipaggio di avere capacità difensiva nei confronti della caccia nemica che si stava velocemente sviluppando.
Benché la quasi totalità dei velivoli sviluppati dalle aziende tedesco-imperiali per quel ruolo rispecchiarono quella configurazione, vi furono delle eccezioni.
La concezione del futuro Roland C.II si deve alle intuizioni del fisico e pioniere dell'aerodinamica Ludwig Prandtl il quale, intenzionato a realizzare un modello di velivolo caratterizzato dalle ridotte dimensioni e dalla ridotta resistenza, avviò gli studi per un velivolo adatto allo scopo, grazie anche alle attreezzature, tra cui una moderna galleria del vento per modelli in scala, a cui aveva accesso lavorando all'Aerodynamischen Versuchsanstalt (AVA), istituto di ricerca con sede a Gottinga. Gli studi preliminari vennero poi utilizzati per la concretizzazione del progetto, affidata al Dipl.-Ing. Tantzen, dell'ufficio tecnico Luft-Fahrzeug-Gesellschaft (LFG), il quale adottò una tecnica costruttiva tecnologicamente molto avanzata indicata in lingua tedesca come Wickelrumpf dove la fusoliera era a struttura monoscocca, realizzata con un'impiallacciatura a spirale di due "strisce" di compensato avvolte su metà struttura, soluzione che garantiva maggiore resistenza, minore pesantezza ed un ottimo livello di malleabilità.
Visto per la prima volta in servizio nell'autunno 1915 ed era un biplano con l'ala superiore fissata ala parte alta della monoscocca, fusoliera a forma di balena, costruita con un rivestimento esterno di due strati di sottili strisce di legno compensato (conosciuto come Wickelrumpf, o progetto "corpo avvolto"), ed unico montante fuoribordo.

## Impiego operativo
Operativamente, la maneggevolezza fu riportata come difficile, ma le prestazioni erano relativamente buone. Fu anche usato nel ruolo di caccia di scorta e con due posti per l'equipaggio, pilota e osservatore/cannoniere. Il C.II era mosso da un singolo Mercedes D.III, un motore in linea raffreddato ad acqua capace di erogare una potenza di 160 PS (118 kW), che gli permetteva di raggiungere una velocità di 165 km/h ed a una quota di tangenza di 4000 m con un'autonomia di quattro ore.

## Varianti
C.II
Aereo biposto da ricognizione e caccia da scorta.
C.IIa
simile al C.II, ma equipaggiati con dei cavi revisionati e rinforzati e stabilizzatori verticali più grandi.

## Utilizzatori
Germania
- Luftstreitkräfte

### Riviste
- (EN)  Flying Review, Mai 1965
- (EN)  Scale Models, Juni 1974
- (EN)  Airfix Magazine, Vol. 26 No.2, October 1984